# Алпина (округ)
Алпи́на (англ. Alpena County) — округ в штате Мичиган, США. Официально образован в 1857 году. По состоянию на 2010 год, численность населения составляла 29 598 человек.

## География
По данным Бюро переписи США, общая площадь округа равняется 4 390,054 км2, из которых 1 481,481 км2 суша и 2 908,573 км2 или 66,000 % это водоёмы.

## Население
По данным переписи населения 2010 года в округе проживает 29 598 жителей в составе 12 791 домашних хозяйств и 8 164 семей. Плотность населения составляет 20,00 человек на км2. На территории округа насчитывается 16 053 жилых строений, при плотности застройки около 10,80-ти строений на км2. Расовый состав населения: белые — 97,50 %, афроамериканцы — 0,50 %, коренные американцы (индейцы) — 0,50 %, азиаты — 0,30 %, гавайцы — 0,00 %, представители других рас — 0,10 %, представители двух или более рас — 1,10 %. Испаноязычные составляли 1,00 % населения независимо от расы.
В составе 25,30 % из общего числа домашних хозяйств проживают дети в возрасте до 18 лет, 50,00 % домашних хозяйств представляют собой супружеские пары проживающие вместе, 9,80 % домашних хозяйств представляют собой одиноких женщин без супруга, 36,20 % домашних хозяйств не имеют отношения к семьям, 0,00 % домашних хозяйств состоят из одного человека, 0,00 % домашних хозяйств состоят из престарелых (65 лет и старше), проживающих в одиночестве. Средний размер домашнего хозяйства составляет 2,27 человека, и средний размер семьи 2,81 человека.
Возрастной состав округа: 20,90 % моложе 18 лет, 7,40 % от 18 до 24, 20,80 % от 25 до 44, 31,50 % от 45 до 64 и 31,50 % от 65 и старше. Средний возраст жителя округа 46 лет. На каждые 100 женщин приходится 96,40 мужчин. На каждые 100 женщин старше 18 лет приходится 94,10 мужчин.
Средний доход на домохозяйство в округе составлял 36 242 USD, на семью — 46 718 USD. Среднестатистический заработок мужчины был 27 002 USD против 15 670 USD для женщины. Доход на душу населения составлял 0 USD. Около 2,50 % семей и 16,90 % общего населения находились ниже черты бедности, в том числе — 27,20 % молодежи (тех, кому ещё не исполнилось 18 лет) и 10,00 % тех, кому было уже больше 65 лет.